# کاینان مارو

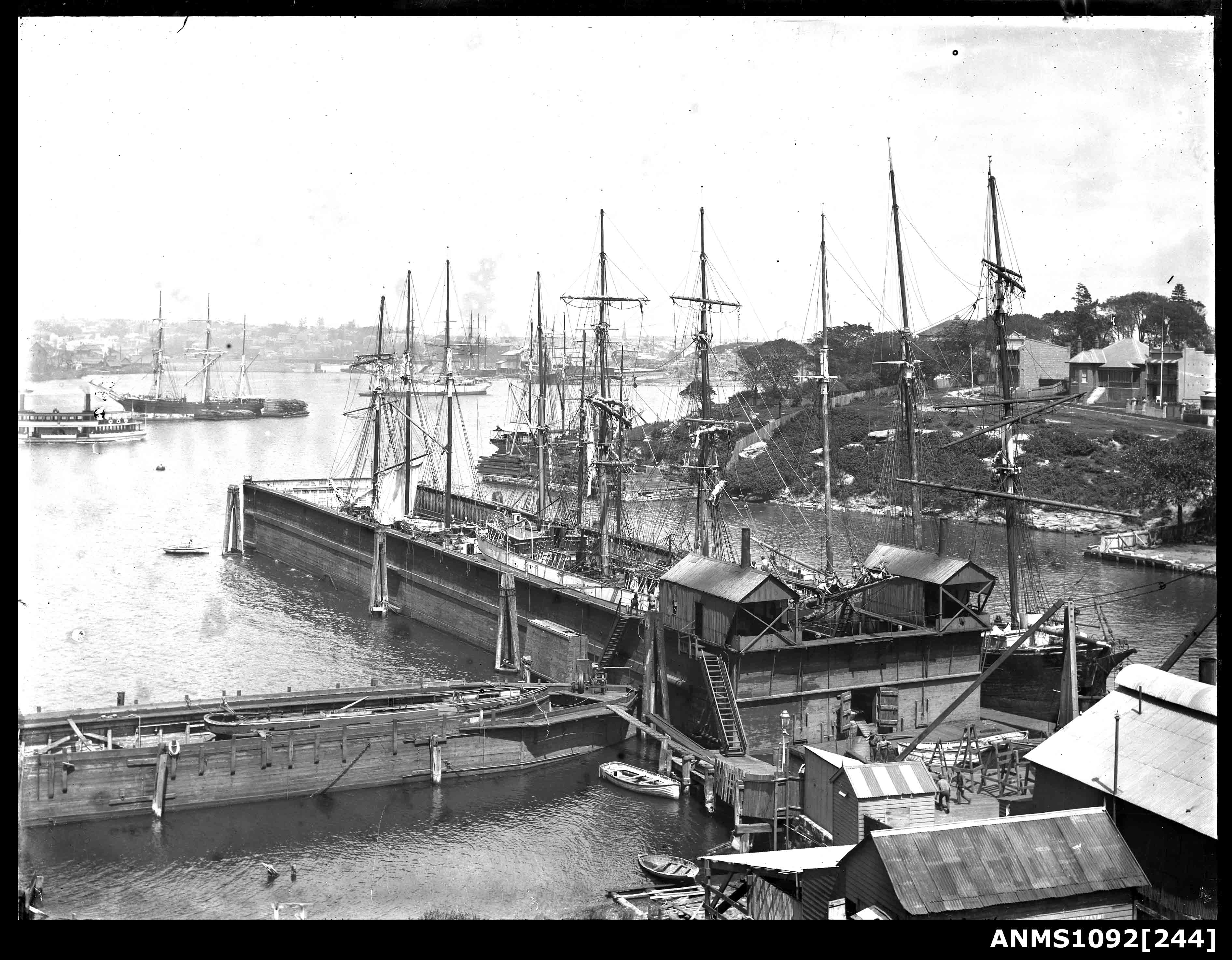
در بندر سیدنی

کاینان مارو (انگلیسی: Kainan Maru) نام یک کشتی اکتشافی ژاپنی بود که تحت فرماندهی نوبو شیراسه به کاوش هایی در منطقهٔ قطب جنوب پرداخت